# Carashovènes
Les Carachovènes (roumain : Carașoveni, serbocroate : Krašovani) sont un groupe ethnique slave du sud-ouest de la Roumanie, proche des Croates.
Au nombre de 5 000, ils vivent dans le Județ de Caraș-Severin où ils forment 1,88 % de la population.
Ils sont reconnus comme une minorité par le gouvernement roumain, ce qui leur permet de disposer d'un siège de député à l'Assemblée nationale. 